# Фонд Вікімедіа

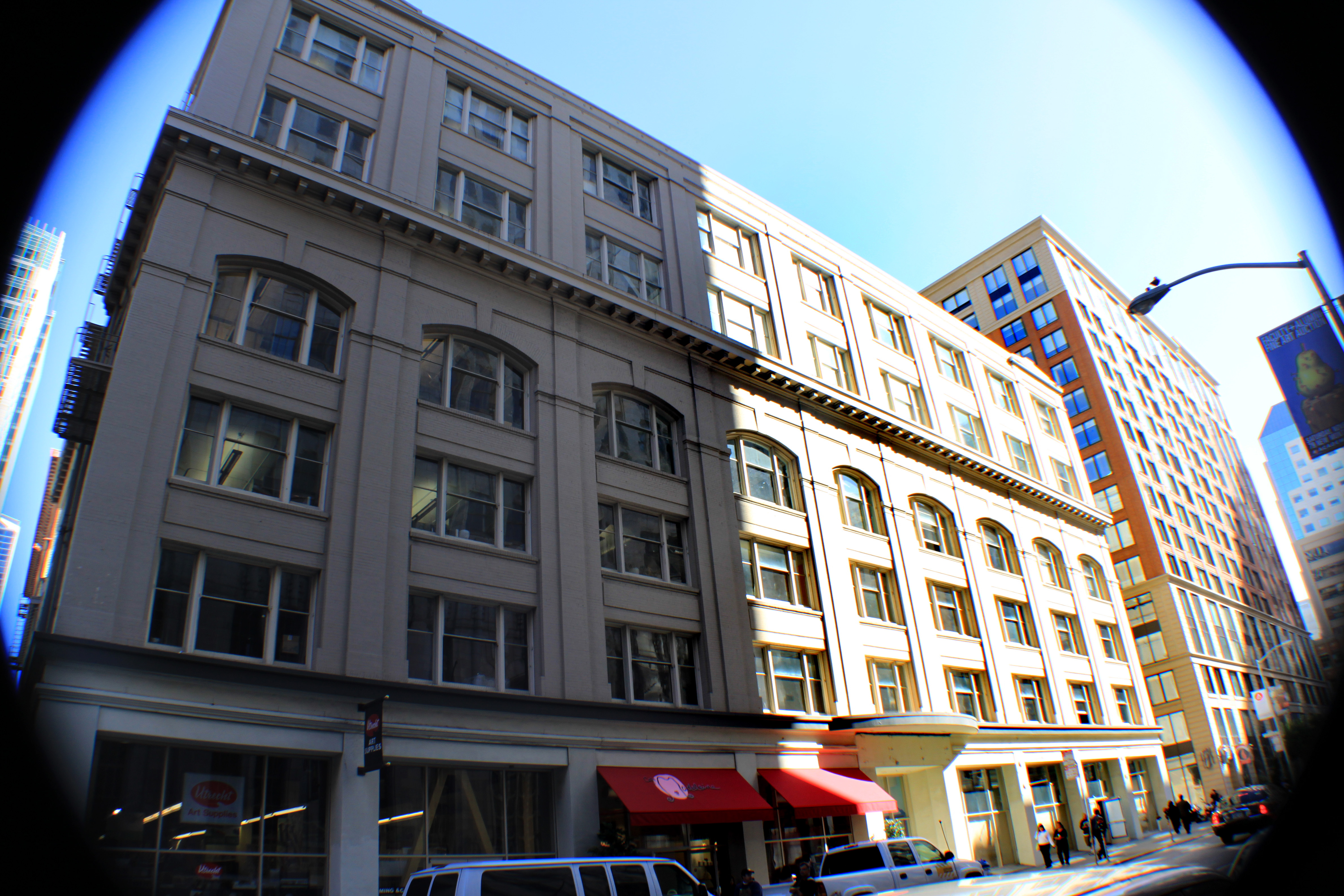
Вікімедіа (Сан-Франциско)

Фонд Вікіме́діа, також Фундація Вікімедіа (англ. Wikimedia Foundation Inc.) — неприбуткова американська організація, яка забезпечує матеріальне підґрунтя для численних Інтернет-спільнот, що створюють вміст, який вільно розповсюджується; виконує в них функції керування. Спільноти працюють за технологією «вікі», звідти й назва (-медіа тут — скорочення від «мультимедіа»).
Більшу частину роботи зі створення «вільного вмісту» (текстів і зображень, що поширюються під ліцензіями GFDL, CC-BY(-SA) або знаходяться в суспільному надбанні) і «вільного коду» (програмного коду, що поширюється під ліцензією GPL) роблять самі користувачі. Про заснування Wikimedia Foundation 20 червня 2003 року оголосив засновник вже наявної на той час Вікіпедії Джиммі Вейлз.
Міжнародний фонд Вікімедіа є некомерційною організацією, яка функціонує коштом пожертв. Усі проєкти, які підтримує фонд: Wikipedia, Wiktionary (тлумачний словник), Wikiquote (збірка висловлювань відомих людей), Wikibooks (онлайн-бібліотека), Wikinews (новинний портал) та інші, вільні від реклами і не орієнтовані на одержання прибутку. Співробітники фонду відповідають за технічне забезпечення.

## Матеріальна основа
Діяльність Фонду здійснюється завдяки добровільним пожертвам. Кампанії зі збору засобів проводяться Фондом регулярно. Так у січні 2010 року було оголошено, що на 2009/10 фінансовий рік фонду вдалося зібрати 8 млн доларів США, пожертви зробили 240 000 фізичних та юридичних осіб з різних країн світу. У лютому 2010 року 2 млн доларів на розвиток «Вікіпедії» пожертвувала компанія Google.
Фонд Вікімедіа (Wikimedia Foundation Inc) оголосив про старт кампанії зі збору коштів на підтримку у 2011 році вільної енциклопедії «Вікіпедія» та її споріднених ресурсів.
Кампанія 2010/11 тривала з 15 листопада 2010 по 15 січня 2011 року. Протягом цього часу зібрали 16 млн доларів. Наступного року надійшло 24 млн доларів пожертв, а протягом липня 2012 — квітня 2013 — 35. Кошти витрачаються, насамперед, на підтримку та обслуговування серверів і дата-центрів, розробку програмного забезпечення, реалізацію різноманітних проєктів.
Детальні фінансові звіти можна переглянути на вебсторінці Фонду.

## Проєкти Фонду Вікімедіа
Натхненні успіхом Вікіпедії, вільної інтернет-енциклопедії, яку може редагувати кожен, її учасники запропонували відкрити інші сайти, які б працювали на схожих засадах для створення інших видів освітніх та довідкових видань:
- Вікісловник — універсальний та багатомовний інтернет-словник;
- Вікіцитати — збірник інтернет-цитат;
- Вікіджерела — інтернет-бібліотека оригінальних текстів;
- Вікіпідручник — навчальна інтернет-література;
- Вікіновини — відкрита інформаційна інтернет-агенція;
- Вікісховище — загальне інтернет-сховище файлів мультимедіа;
- Вікімандри — інтернет-портал, присвячений туризму
- Віківерситет — форма інтерактивної інтернет-освіти і ведення відкритих наукових проєктів
- Віківиди — інтернет-довідник з таксономії біологічних видів.
- Мета-вікі — Вікі про проєкти Вікімедії.

## Вікімедіа Ентерпрайз

Логотип Вікімедіа Ентерпрайз

Вікімедіа Ентерпрайз (англ. Wikimedia Enterprise) — це комерційний продукт Фонду Вікімедіа, покликаний надавати дані проєктів Вікімедіа, включно з Вікіпедією, у зручнішому для використання вигляді. Він дозволяє користувачам отримувати дані у великих масштабах і з високою доступністю за допомогою різних форматів, таких як Web API, знімки або потоки даних.
Про це було оголошено в березні 2021 року, а запущено 26 жовтня 2021 року.
Google та Internet Archive стали його першими клієнтами, хоча Internet Archive не платить за продукт. У статті журналу New York Times повідомлялося, що Wikimedia Enterprise отримала 3,1 млн дол. США загального доходу у 2022 році.

## Рада повірених
Рада повірених (англ. Board of trustees) Фонду наглядає за діяльністю Фонду. При заснуванні рада складалася з трьох членів, до яких додалися двоє повірених, обраних спільнотою. Починаючи з 2008 року, вона складалася з десяти членів: троє обрані спільнотою, що охоплює всі проєкти Вікімедіа; двоє обрані відділеннями Вікімедіа; четверо призначаються самою радою, а також одне місце засновника, зарезервоване за Джиммі Вейлзом.
З часом розмір ради та деталі процесів відбору змінювалися. Станом на 2020 рік, рада може мати до 16 повірених: вісім місць від ширшої спільноти Вікімедіа (афіліатів та спільноти волонтерів); сім призначаються самою радою; а також одне місце засновника, зарезервоване за Вейлзом.
1-2 червня 2021 року, відбулося засідання ради повірених, до якого входили повірені: Марія Сефідарі (Головуюча), Наталія Тимків (заступник), Езра аль-Шафеї, Таня Капуано, Шані Евенштейн Сигалов, Джеймс Гейлман, Даріуш Ємельняк, Ліза Левін, Раджу Нарісетті та незмінний Джиммі Вейлз. Після цього засідання, Марія Сефідарі пішла з посади та стала платним консультантом фонду. А виконуючою обов'язки голови, від того часу стала українка — Наталія Тимків.
Станом на січень 2024 року до складу ради входили:
- шість повірених, обраних спільнотою та афіліатами: (Шані Евенштейн Сігалов, Даріуш Ємельняк, Розі Стівенсон-Гуднайт, Вікторія Дороніна, Майк Піл та Лоренцо Лоса);
- п'ять призначених Радою повірених (директор McKinsey & Company Раджу Нарісетті, бахрейнська правозахисниця та блогерка Есраа Аль-Шафей, фахівець з технологій Луїс Бітенкур-Еміліо, Наталія Тимків та фінансова експертка Кеті Коллінз);
- Джиммі Вейлз.

Станом на березень 2024 року є шість комітетів Ради повірених: Виконавчий комітет (Голова: Наталія Тимків, як голова Ради), Аудиторський комітет (Голова: Кеті Коллінз, призначена у 2023 році), Комітет з управління (Голова: Даріуш Ємельняк, призначений у 2021 році), Комітет таланту і культури (Голова: Розі Стівенсон-Гуднайт, призначена в 2023 році), Комітет у справах спільноти (Голова: Шані Евенстайн Сігалов, призначена у 2021 році) і Комітет із продукту і технології (Голова: Лоренцо Лоза, призначений у 2023 році).

## Консультативна рада
Крім власне, ради директорів, існує так звана консультативна рада. Вона являє собою міжнародну мережу експертів, які погодилися надавати фонду значну допомогу (на регулярній основі) в багатьох різних напрямках — включаючи право, організаційний розвиток, технології, політику та інформаційно-пропагандистську діяльність.

## Регіональні відділення

Регіональні відділення «Фонду Вікімедіа».

Діяльність Фонду підтримує мережа регіональних відділень в усьому світі, роботу яких також забезпечують добровольці. Попри використання терміна «регіональні відділення», це — незалежні організації, які об'єднує з «материнським» Фондом лише спільна мета — сприяння створенню і поширенню ліцензійно вільних освітніх матеріалів.
Наразі існує 37 регіональних відділень, і щонайменше одне відділення є на кожному континенті світу (крім Антарктиди):
| Територія                       | Назва відділення                  | Дата створення | Дата закриття | Сайт                 |
| ------------------------------- | --------------------------------- | -------------- | ------------- | -------------------- |
| Австралія                       | Wikimedia Australia               | 06.08.2008     |               | wikimedia.org.au     |
| Австрія                         | Wikimedia Österreich              | 02.05.2008     |               | wikimedia.at         |
| Аргентина                       | Wikimedia Argentina               | 01.09.2007     |               | wikimedia.org.ar     |
| Бангладеш                       | Wikimedia Bangladesh              | 03.10.2011     |               | bd.wikimedia.org     |
| Бразилія                        | Instituto Wikimedia Brasil        | 07.10.2008     |               | br.wikimedia.org     |
| Велика Британія                 | Wikimedia UK                      | 05.11.2008     |               | wikimedia.org.uk     |
| Венесуела                       | Wikimedia Venezuela               | 04.10.2011     |               | wikimedia.org.ve     |
| Данія                           | Wikimedia Danmark                 | 14.03.2009     |               | dk.wikimedia.org     |
| Естонія                         | Wikimedia Eesti                   | 31.08.2010     |               | et.wikimedia.org     |
| Ізраїль                         | ויקימדיה ישראל                    | 15.07.2007     |               | wikimedia.org.il     |
| Індія                           | Wikimedia India                   | 03.01.2011     |               | wikimedia.in         |
| Індонезія                       | Wikimedia Indonesia               | 05.09.2008     |               | wikimedia.or.id      |
| Іспанія                         | Wikimedia España                  | 07.02.2011     |               | wikimedia.org.es     |
| Італія                          | Wikimedia Italia                  | 17.07.2005     |               | wikimedia.it         |
| Канада                          | Wikimedia Canada                  | 24.05.2011     |               | wikimedia.ca         |
| Кенія                           | Wikimedia Kenya                   | 08.02.2012     |               | wikimedia.or.ke      |
| Мексика                         | Wikimedia México                  | 03.08.2011     |               | mx.wikimedia.org     |
| Нідерланди                      | Wikimedia Nederland               | 27.03.2006     |               | nl.wikimedia.org     |
| Німеччина                       | Wikimedia Deutschland             | 13.06.2004     |               | wikimedia.de         |
| Норвегія                        | Wikimedia Norge / Wikimedia Noreg | 23.06.2007     |               | no.wikimedia.org     |
| Нью-Йорк, США                   | Wikimedia New York City           | 07.07.2009     |               | nyc.wikimedia.org    |
| Федеральний округ Колумбія, США | Wikimedia District of Columbia    | 12.09.2011     |               | wikimediadc.org      |
| Південно-Африканська Республіка | Wikimedia South Africa            | 27.02.2012     |               |                      |
| Польща                          | Wikimedia Polska                  | 14.08.2005     |               | pl.wikimedia.org     |
| Португалія                      | Wikimedia Portugal                | 03.07.2009     |               | www.wikimedia.pt     |
| Росія                           | Викимедиа РУ                      | 11.11.2008     | 18.12.2023    | ru.wikimedia.org     |
| Сербія                          | Wikimedia Србије                  | 03.12.2005     |               | rs.wikimedia.org     |
| Тайвань (Республіка Китай)      | 中華民國維基媒體協會              | 11.02.2007     |               | wikimedia.tw         |
| Угорщина                        | Wikimédia Magyarország Egyesület  | 27.09.2008     |               | wiki.media.hu        |
| Україна                         | Вікімедіа Україна                 | 31.05.2009     |               | ua.wikimedia.org     |
| Уругвай                         | Wikimedia Uruguay                 | 12.07.2013     |               | wikimediauruguay.org |
| Фінляндія                       | Wikimedia Suomi                   | 21.09.2009     |               | wikimedia.fi         |
| Франція                         | Wikimédia France                  | 23.10.2004     |               | wikimedia.fr         |
| Чехія                           | Wikimedia Česká republika         | 06.03.2008     |               | wikimedia.cz         |
| Чилі                            | Wikimedia Chile                   | 16.07.2011     |               | wikimedia.cl         |
| Швейцарія                       | Wikimedia CH                      | 14.05.2006     |               | wikimedia.ch         |
| Швеція                          | Wikimedia Sverige                 | 20.10.2007     |               | se.wikimedia.org     |

### Вікімедіа Україна
Установчі збори ГО «Вікімедіа Україна» були проведені у Києві 31 травня 2009 року. Організація була офіційно визнана фондом Вікімедіа 3 липня, зареєстрована Дарницьким управлінням юстиції в місті Києві 13 липня 2009 року. Організацією проводяться різноманітні заходи з популяризації проєктів Вікімедіа, зокрема Вікіконференції, Вікіекспедиції, фотоконкурси та конкурси з написання статей до Вікіпедії, пресконференції тощо.

## Виноски
1. ↑  June 30, 2017 and 2016 Financials Statements
2. ↑  Open for business (2007), Jaap Bloem & Menno van Doorn (trad. Audrey Vuillermier), éd. VINT, 2007 (ISBN 978-90-75414-20-2), p. 93. З 2006 року немає офіційних даних.
3. ↑  Staff Page (Homepage from Wikimeda). Wikimedia Foundation. Процитовано 7 серпня 2015.
4. ↑  Юлія Поліковська (13 листопада 2023). У вікіпедії інтенсивніше висвітлюють події в багатших країнах, аніж у менш заможних, — результати дослідження. MediaSapiens. Процитовано 21 квітня 2024.
5. ↑  Fundraising 2010 report
6. ↑  Fundraising 2012 report
7. 1 2  Gertner J. Wikipedia’s Moment of Truth // The New York Times Magazine / за ред. (not translated to en-us) — New York City: (untranslated), (untranslated), 2023. — ISSN 0028-7822
8. ↑  Cohen, Noam (16 березня 2021). Wikipedia Is Finally Asking Big Tech to Pay Up. Wired. Архів оригіналу за 17 березня 2021. Процитовано 7 липня 2022.
9. ↑  Wyatt, Liam (16 березня 2021). Introducing the Wikimedia Enterprise API. Diff. Wikimedia Foundation. Архів оригіналу за 15 травня 2022. Процитовано 7 липня 2022.
10. 1 2  Roth, Emma (22 червня 2022). Google is paying the Wikimedia Foundation for better access to information. The Verge. Архів оригіналу за 23 червня 2022. Процитовано 22 червня 2022.
11. ↑  Wikimedia Enterprise: A New Part of Free Knowledge Infrastructure. Open Future (Blogpost)  (англ.). 27 жовтня 2021. Архів оригіналу за 4 лютого 2022. Процитовано 7 липня 2022.
12. ↑  de Vreede, Jan-Bart (26 квітня 2008). Board of Trustees Restructure Announcement. Wikimedia Foundation. Архів оригіналу за 1 травня 2008. Процитовано 26 квітня 2008. [Архівовано 2008-05-01 у Wayback Machine.]
13. ↑  Wikimedia Foundation Board of Trustees - Meta. Meta.wikimedia.org. Процитовано 18 травня 2022.
14. ↑  «Засідання Правління/Червень 2021 року/Протокол» (англ). Фонд Вікімедія. 1-2 червня 2021 р.
15. ↑  Announcemnent of consultancy role for María Sefidari / lists.wikimedia.org/hyperkitty/list/wikimedia
16. ↑  Committee:Main (англ.). Wikimedia Foundation Governance Wiki. Процитовано 11 березня 2024.
17. ↑  https://en.wikipedia.org/wiki/Wikimedia_Foundation#Governance
18. ↑  https://web.archive.org/web/20070609142834/http://wikimediafoundation.org/wiki/Advisory_Board
19. ↑  m:Wikimedia chapters
20. ↑  "18 декабря 2023 года общее собрание членов партнёрства приняло решение о приостановке деятельности организации и начале подготовки к её закрытию."
21. ↑  WMF resolution on the Recognition of Wikimedia Uruguay